# Бистрий Істок
Би́стрий Істо́к (рос. Быстрый Исток) — село, центр Бистроістоцького району Алтайського краю, Росія. Адміністративний центр та єдиний населений пункт Бистроістоцької сільської ради.

## Населення
Населення — 3852 особи (2010; 4490 у 2002).
Національний склад (станом на 2002 рік):
- росіяни — 96 %